# Guglielmina dei Paesi Bassi
Guglielmina dei Paesi Bassi (in olandese: Wilhelmina Helena Pauline Marie van Oranje-Nassau; L'Aia, 31 agosto 1880 – Apeldoorn, 28 novembre 1962) principessa di Orange-Nassau, è stata regina dei Paesi Bassi dalla morte del padre Guglielmo III nel 1890 fino alla propria abdicazione nel 1948 e principessa dei Paesi Bassi dal 1948 al 1962, anno della sua morte.

## Biografia

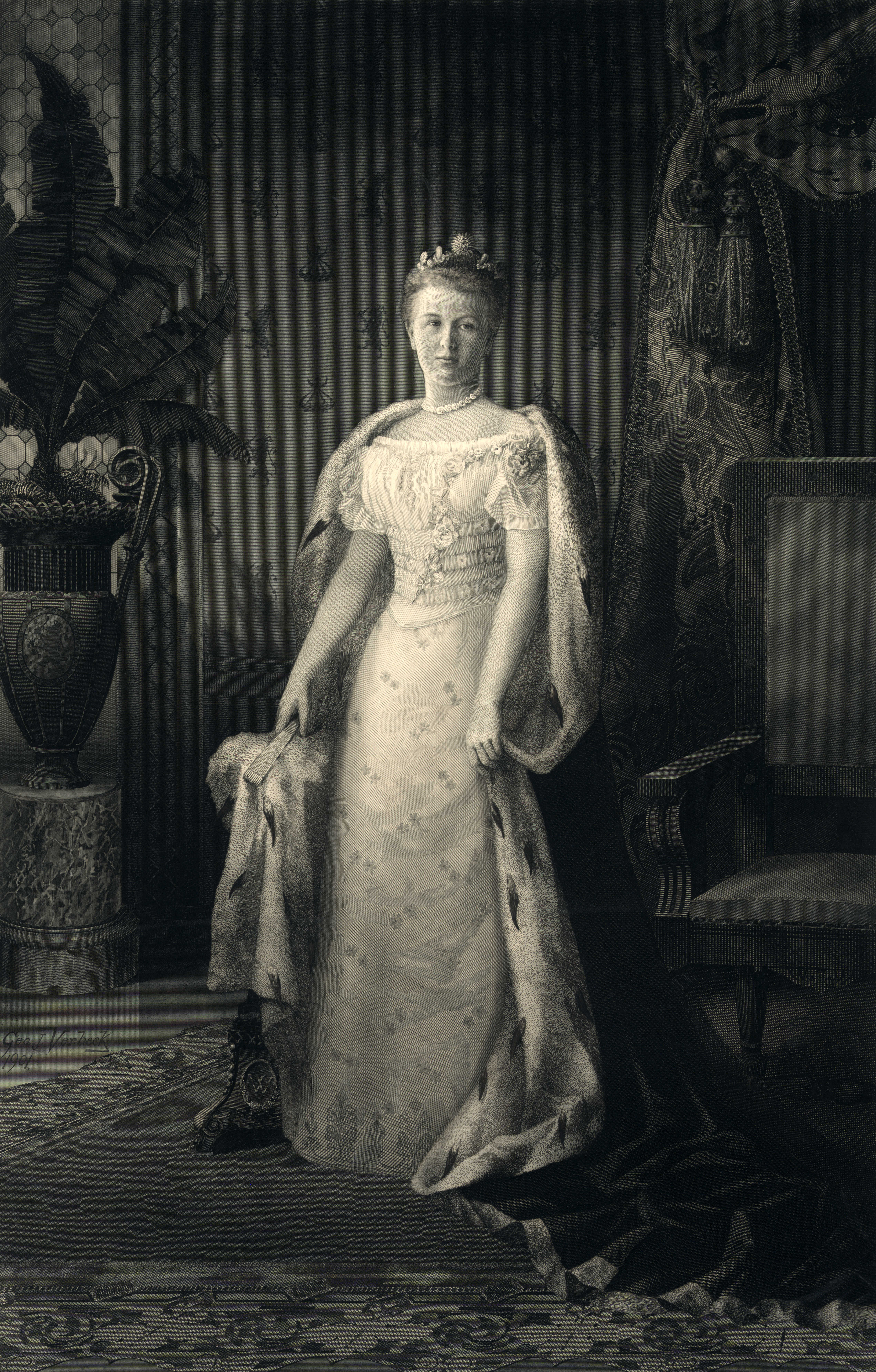
La regina Guglielmina dei Paesi Bassi nel 1901

Guglielmina dei Paesi Bassi apparteneva al sesto ramo (Nassau-Dietz), nato dal secondo ramo (Nassau-Dillenbourg) della Casa di Nassau. Questa linea di Nassau-Dietz, oggi Orange-Nassau, apparteneva al ramo ottoniano, del quale fecero parte in passato degli Statolder delle Sette Province, in particolare d'Olanda, di Frisia, di Zelanda e di Gheldria, un re di Inghilterra e Scozia nella persona di Guglielmo III d'Orange-Nassau, dei re e delle regine dei Paesi Bassi.

### Gioventù
Guglielmina, che veniva chiamata Paulientje durante le sue prime settimane di vita, era l'unica figlia del re Guglielmo III e della sua seconda moglie Emma di Waldeck e Pyrmont; nacque il 31 agosto 1880 alle ore 18 al Palazzo Noordeinde all'Aia. Tre fratellastri più grandi erano nati dal primo matrimonio di suo padre con Sofia di Württemberg: Guglielmo (1840-1879), Maurizio (1843-1850) e Alessandro (1851-1884); alla nascita di Guglielmina, quest'ultimo era l'unico ancora in vita. Il secondo matrimonio di suo padre aveva incollerito Alessandro (il giorno della cerimonia, aveva bloccato le persiane del suo palazzo) e, in seguito, rifiutò di vedere sua sorella. Egli morì quando lei aveva quattro anni.
Alla morte di Guglielmo III, il 23 settembre 1890, Guglielmina divenne regina all'età di 10 anni. Tuttavia, fino ai suoi 18 anni, fu sua madre Emma che assunse la reggenza del regno. Per il Granducato di Lussemburgo la successione era esclusivamente in linea maschile. La corona granducale passò dunque ad un altro membro della casa Nassau, Adolfo, capo del ramo Walram di questa famiglia.

### Inizio del regno
Il 6 settembre 1898 Guglielmina prestò giuramento nella Nieuwe Kerk di Amsterdam (i sovrani costituzionali dei Paesi Bassi non sono incoronati). Un anno prima aveva subito l'immenso dolore di perdere sua zia paterna, la granduchessa Sofia di Sassonia-Weimar. Nella sua autobiografia raccontò più tardi tutta l'importanza che sua zia aveva avuto per lei.
Due anni dopo la sua ascesa al trono, una nave olandese, la Hr. Ms. Gelderland, fu inviata in Mozambico per permettere l'evacuazione di Paul Kruger, il presidente del Transvaal che era stato sconfitto nelle Guerre Boere. Questo gesto (fatto con il tacito consenso della Gran Bretagna) fu considerato in Europa un segno eclatante della sua benevolenza.

### Matrimonio

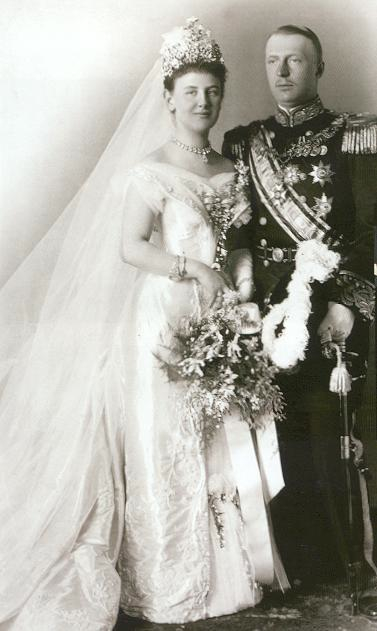
La regina Guglielmina con il principe consorte Enrico, in occasione del loro matrimonio

Si dovette cercare un marito per la giovane regina. Non si poteva pensare a dei candidati britannici per via della Seconda Guerra Boera: «Nur einen deutschen Prinzen soll sie bekommen», dichiarò Guglielmo II, l'imperatore tedesco.

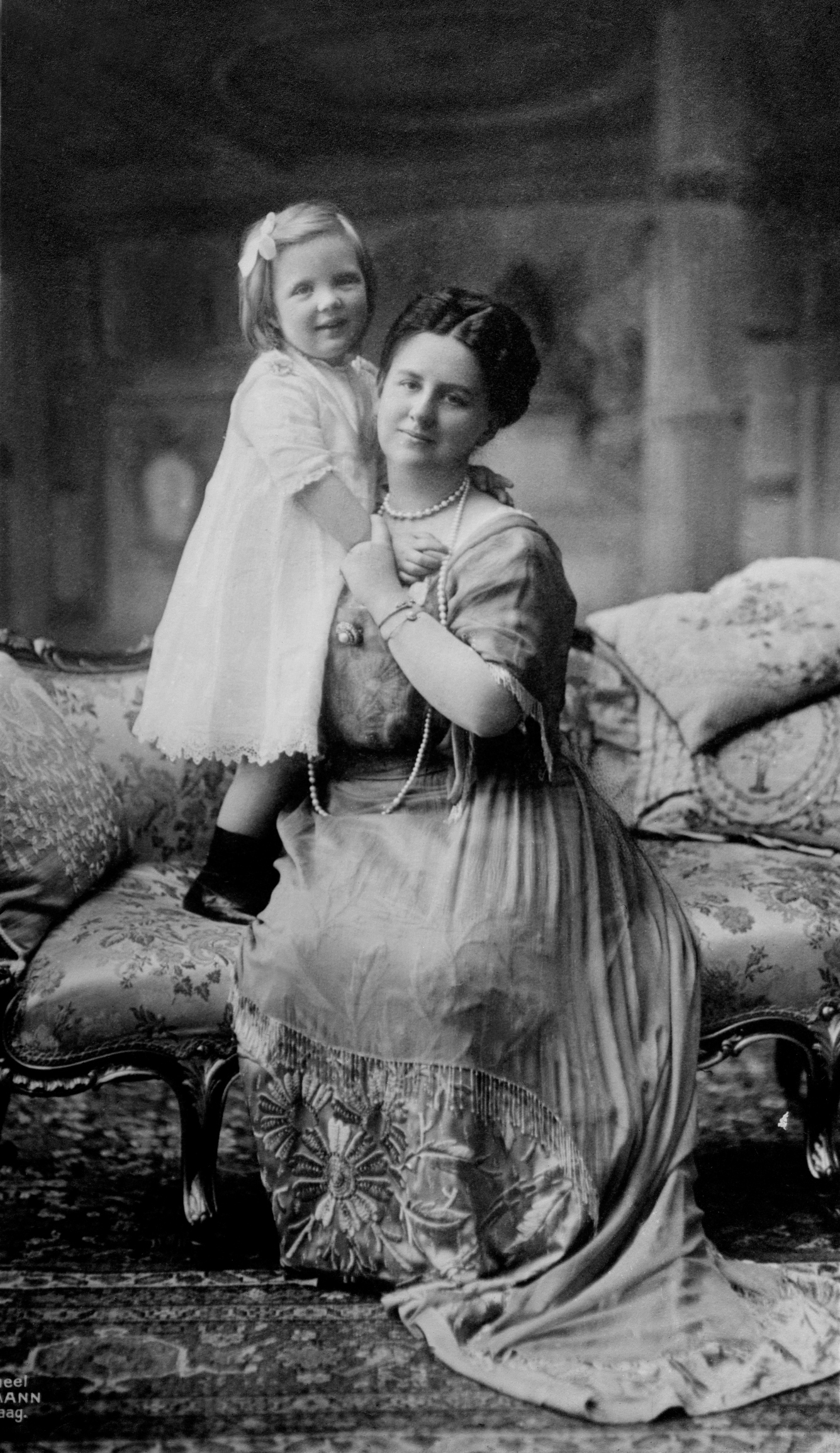
Guglielmina e la figlia Giuliana

Nel maggio 1900 la regina madre Emma andò con la figlia al castello di Schwarzenburg in Turingia, dove aveva organizzato degli incontri con tre candidati.
Federico Guglielmo di Prussia, 20 anni, nipote della principessa Marianna dei Paesi Bassi e del principe Alberto di Prussia, governatore del ducato di Brunswick, aveva i favori del Kaiser.
I due figli del granduca Federico Francesco II di Meclemburgo-Schwerin e della principessa Maria di Schwarzburg-Rudolstadt, Adolfo Federico, 27 anni, ed Enrico, 24 anni, erano stati scelti nel Gotha; la casa Meclembourg-Schwerin era inoltre alleata agli Hohenzollern e ai Nassau dai Sassonia-Weimar-Eisenach. Venne prescelto Enrico.
Nel 1901 Guglielmina sposò il duca Enrico di Meclemburgo-Schwerin: anche se era un matrimonio combinato (era necessario al più presto un erede, e lo sposo non poteva provenire da una famiglia reale rilevante), almeno nei primi tempi Guglielmina fu abbastanza legata al marito. Enrico, invece, insofferente del suo ruolo di principe consorte, che riteneva noioso, vuoto e solo decorativo, costretto sempre a camminare un passo dietro la moglie dall'etichetta, rimase senza alcun potere effettivo e la stessa Guglielmina si assicurò che in questa posizione sempre rimanesse. Una serie di tradimenti, inoltre, contribuì a mettere in crisi la coppia, e si sostenne che fossero molti i figli illegittimi del principe consorte.
Dopo otto anni di matrimonio infelice, la coppia ebbe il 30 aprile 1909 la prima e unica figlia, la principessa Giuliana: da allora gli sposi condussero vite separate.

### L'inizio del regno

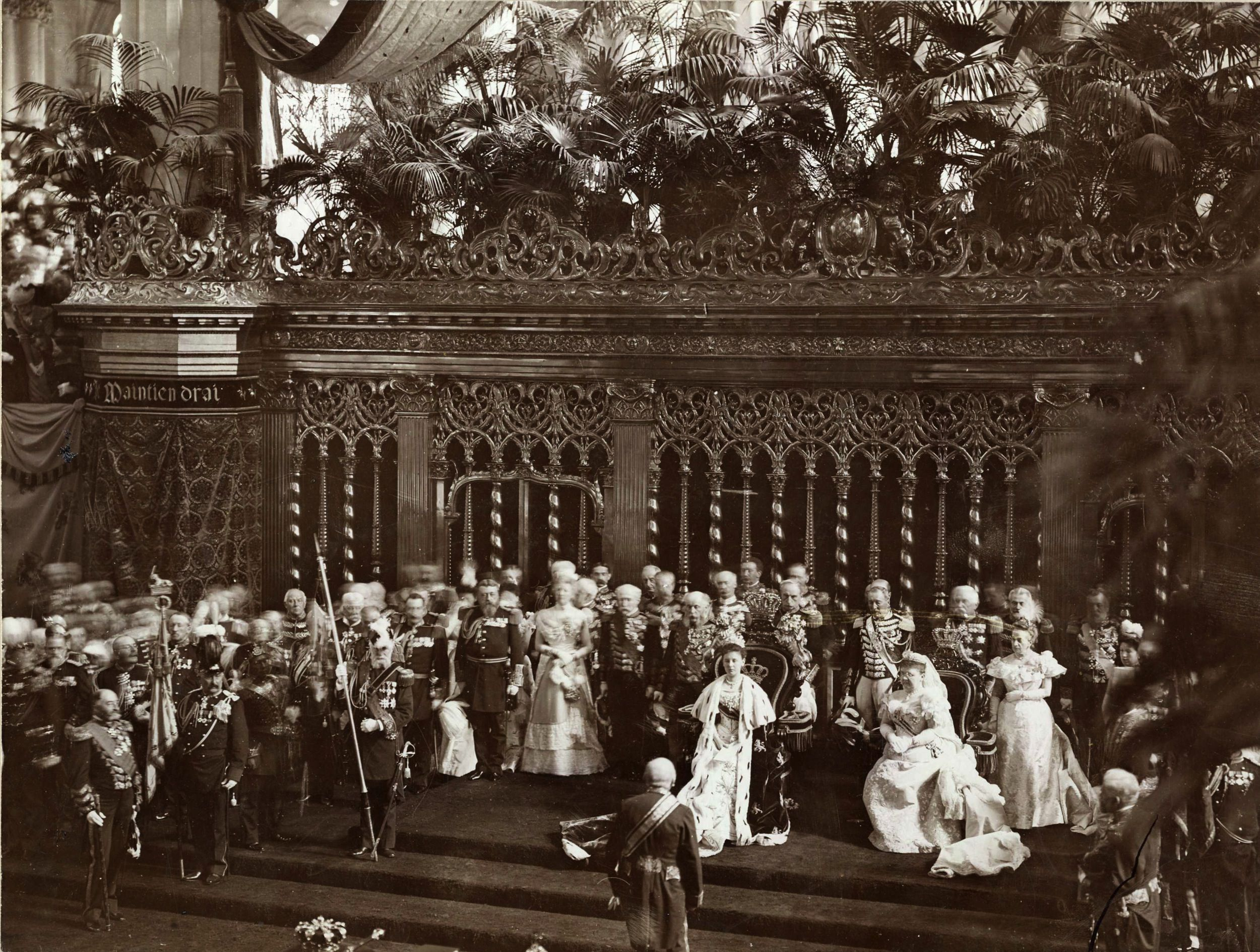
L'inaugurazione del regno della regina Guglielmina (1898)

Il regno di Guglielmina fu caratterizzato da enorme tatto e discrezione; infatti la regina fu sempre ben attenta a operare entro i limiti di quanto era previsto dalla Costituzione. Comunque Guglielmina aveva una personalità molto forte e determinata; infatti, appena ventenne, ordinò a una nave da guerra olandese di salvare Paul Kruger, presidente del Transvaal.
Guglielmina ebbe forti tensioni con la Gran Bretagna, dopo che quest'ultima aveva annesso il Transvaal e lo Stato Libero d'Orange durante la seconda guerra boera. Questo perché i boeri erano i discendenti dei primi coloni olandesi giunti in Sudafrica e la regina li sentiva vicini in modo particolare.
La regina si dimostrò anche una capace donna d'affari e i suoi investimenti la resero la donna più ricca del mondo, condizione mantenuta anche da sua figlia e da sua nipote; infatti il maggiore azionista della Royal Dutch Shell è una holding da lei stessa fondata.
Poco prima della prima guerra mondiale, la giovane regina incontrò suo cugino, il Kaiser Guglielmo II di Germania, che ironizzò pesantemente con lei sul suo piccolo stato e le sue difese. "I miei soldati sono alti sette piedi e i vostri gli arrivano appena alle spalle". Guglielmina sorrise e replicò "Certo, Vostra Maestà, i vostri soldati sono alti sette piedi. Ma quando noi apriamo le dighe, l'acqua arriva a dieci piedi!"

### La Prima guerra mondiale

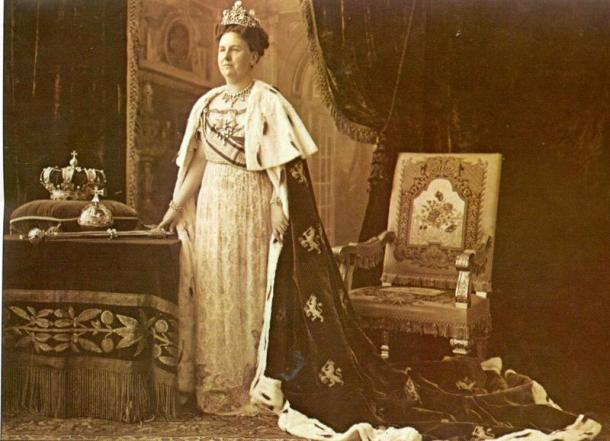
La regina Guglielmina

Durante la prima guerra mondiale, i Paesi Bassi furono neutrali, anche se intrattennero relazioni commerciali con la Germania e, per tale ragione, la Gran Bretagna tentò di bloccare i porti olandesi e numerose navi commerciali olandesi furono fermate.
Dopo la fine del conflitto, l'ex imperatore tedesco Guglielmo II si rifugiò nei Paesi Bassi, e il governo olandese gli concesse l'asilo politico anche in virtù dei suoi rapporti di parentela con la regina. In risposta agli sforzi alleati di far estradare il deposto kaiser, Guglielmina convocò alla sua presenza gli ambasciatori e lesse loro le norme sul diritto d'asilo.
Un clima di agitazione, alimentato anche dalla Rivoluzione russa, prese piede nei Paesi Bassi nell'immediato dopoguerra. Il socialista Troelstra tentò di rovesciare il governo e la monarchia, ma non con una rivoluzione violenta, quanto mediante il controllo del Tweede Kamer, il corpo legislativo del Parlamento, tramite le elezioni (strategia che gli attirò i sarcasmi di Trotsky), convinto che la classe lavoratrice lo avrebbe sostenuto. Invece la popolarità della giovane regina giovò anche alla stabilità delle istituzioni. La regina stessa assieme alla figlia attraversò in carrozza aperta una folla riunita nella capitale, ottenendo applausi rispettosi: la Casa Reale e i Paesi Bassi erano chiaramente al riparo dal pericolo di una rivoluzione bolscevica.

### Seconda guerra mondiale

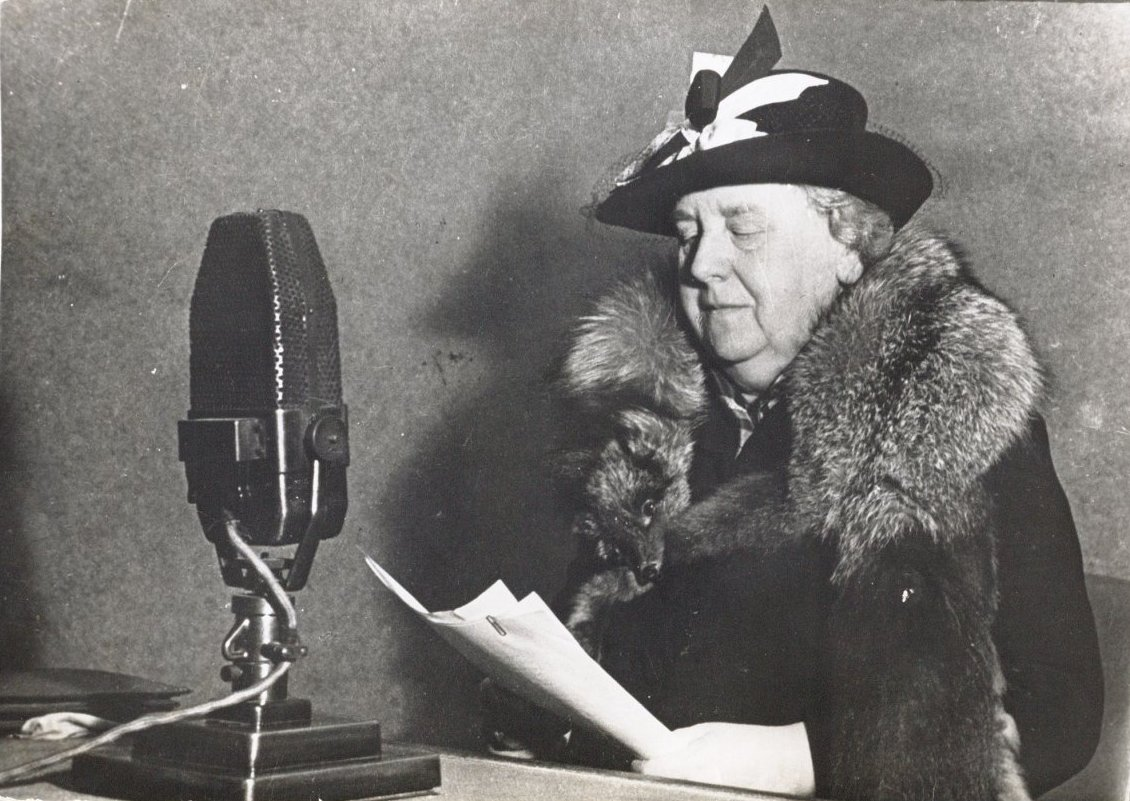
La regina parla al suo popolo, nel 1940 da Radio Oranje, dopo l'occupazione tedesca

Il 13 maggio 1940, a seguito dell'invasione tedesca dei Paesi Bassi, Guglielmina e la famiglia reale dovettero lasciare il regno. Guglielmina avrebbe voluto restare e organizzare una resistenza all'invasione in Zelanda, invece fu costretta a recarsi in Gran Bretagna, progettando comunque di rientrare nel più breve tempo possibile nel proprio paese. Successivamente si trasferì insieme con la propria famiglia in Canada, dove rimase fino alla fine della guerra. Incontrò il presidente Roosevelt e parlò dei problemi olandesi al Congresso degli Stati Uniti.
Nel 1943, la famiglia reale rientrò nel Regno Unito. La regina Guglielmina presiedeva il governo in esilio dei Paesi Bassi che si era installato a Londra. Winston Churchill la descrisse come: «"l'unico vero uomo" tra i leader del governo in esilio».
Nonostante fosse distante dal proprio paese, Guglielmina intervenne notevolmente nell'attività del Parlamento dei Paesi Bassi, soprattutto schierandosi contro il primo ministro Dirk Jan de Geer, il quale voleva siglare un trattato di pace con i tedeschi, poiché non era convinto della vittoria degli alleati. Inoltre comunicava con il suo popolo attraverso Radio Oranje, trasmettendo giornalmente messaggi.
Nel 1944 fu la seconda donna a entrare nell'Ordine della Giarrettiera.
Alla fine della guerra, Guglielmina ritornò nei Paesi Bassi, stabilendosi in una residenza a L'Aia. Da qui si spostava in tutto il paese, motivando le persone e cercando di essere loro vicina.

### Ultimi anni
Il 4 settembre 1948, dopo un regno di 57 anni, 9 mesi e di 12 giorni, abdicò in favore di sua figlia Giuliana, assumendo il titolo di "Sua Altezza Reale la Principessa Guglielmina dei Paesi Bassi"; dopo il suo regno, l'influenza della monarchia cominciò a diminuire, ma l'amore del paese per la Casa Reale continuò. Si ritirò nel palazzo di Het Loo, facendo poche apparizioni pubbliche fino alla devastante mareggiata del 1953: ancora una volta incominciò a viaggiare per il paese per incoraggiare e sostenere il popolo. Durante i suoi ultimi anni scrisse la propria autobiografia intitolata "Eenzaam, niet maar alleen" ("Sola, ma non da sola"), in cui raccontava gli avvenimenti della sua lunga vita e la propria profonda e salda fede.
Guglielmina morì all'età di 82 anni il 28 novembre 1962 e venne sepolta nella cripta reale nel Nieuwe Kerk a Delft, l'8 dicembre 1962. Il funerale fu, per sua richiesta e contrariamente al protocollo, completamente in bianco per rimarcare il suo credo che la morte terrena è l'inizio della vita eterna.

### Onorificenze dei Paesi Bassi

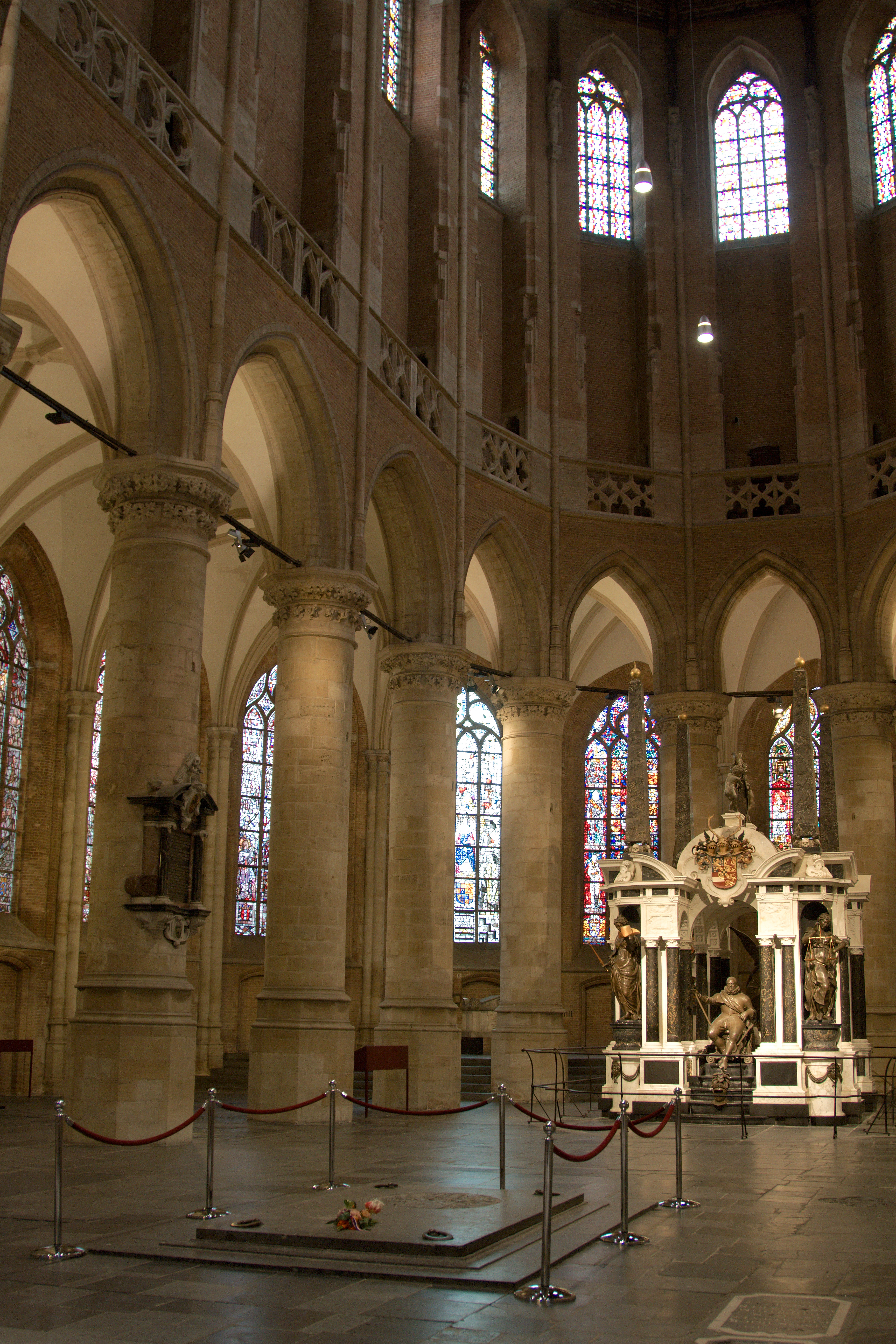
Cripta di sepoltura dei re e delle regine dei Paesi Bassi
(Nieuwe Kerk, Delft)

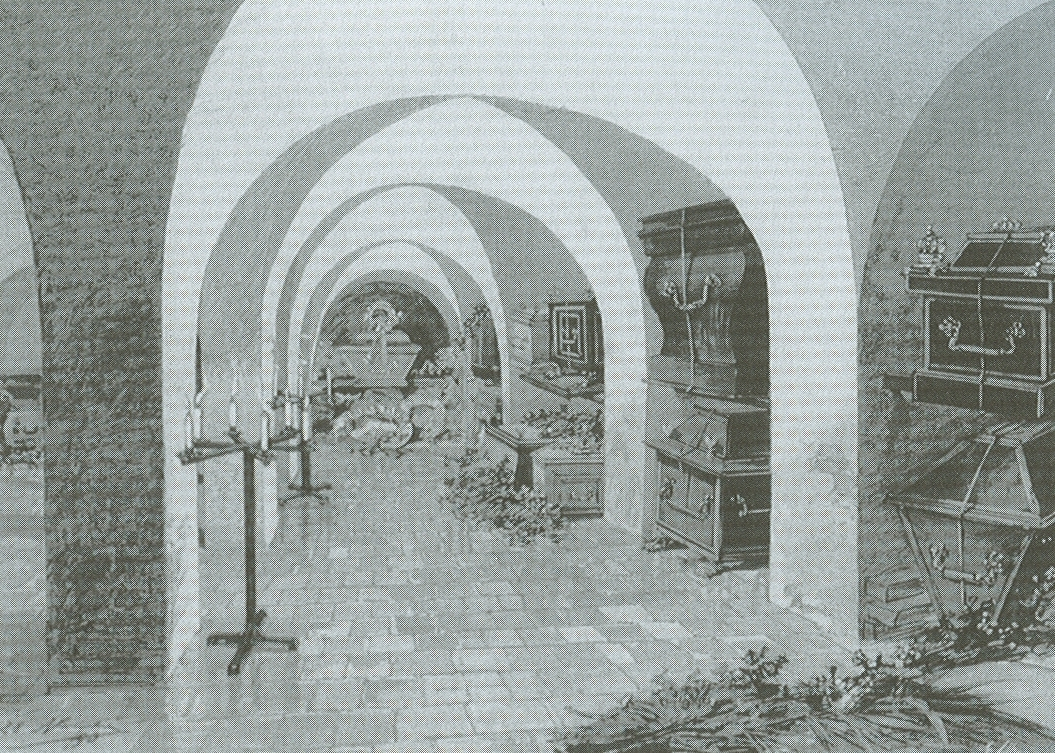
Interno della cripta funeraria dei sovrani dei Paesi Bassi
(Nieuwe Kerk, Delft)

## Ascendenza
|                                       |                                 |                                         | Genitori                                       |  |  | Nonni |  |  | Bisnonni                    |  |  | Trisnonni                    |  |
|                                       |                                 |                                         |                                                |  |  |       |  |  | Guglielmo I dei Paesi Bassi |  |  | Guglielmo V di Orange-Nassau |  |
|                                       |                                 |                                         |                                                |  |  |       |  |  | Guglielmo I dei Paesi Bassi |  |  | Guglielmo V di Orange-Nassau |  |
|                                       |                                 | Guglielmina di Prussia                  |                                                |  |  |       |  |  | Guglielmo I dei Paesi Bassi |  |  |                              |  |
| Guglielmo II dei Paesi Bassi          |                                 |                                         |                                                |  |  |       |  |  | Guglielmo I dei Paesi Bassi |  |  |                              |  |
|                                       |                                 | Guglielmina di Prussia                  | Federico Guglielmo II di Prussia               |  |  |       |  |  |                             |  |  |                              |  |
|                                       |                                 | Guglielmina di Prussia                  | Federico Guglielmo II di Prussia               |  |  |       |  |  |                             |  |  |                              |  |
|                                       |                                 | Guglielmina di Prussia                  | Federica Luisa d'Assia-Darmstadt               |  |  |       |  |  |                             |  |  |                              |  |
| Guglielmo III dei Paesi Bassi         |                                 | Guglielmina di Prussia                  |                                                |  |  |       |  |  |                             |  |  |                              |  |
|                                       |                                 | Paolo I di Russia                       | Pietro III di Russia                           |  |  |       |  |  |                             |  |  |                              |  |
|                                       |                                 | Paolo I di Russia                       | Pietro III di Russia                           |  |  |       |  |  |                             |  |  |                              |  |
|                                       |                                 | Paolo I di Russia                       | Caterina II di Russia                          |  |  |       |  |  |                             |  |  |                              |  |
| Anna Pavlovna Romanova                |                                 | Paolo I di Russia                       |                                                |  |  |       |  |  |                             |  |  |                              |  |
|                                       |                                 | Sofia Dorotea di Württemberg            | Federico II Eugenio di Württemberg             |  |  |       |  |  |                             |  |  |                              |  |
|                                       |                                 | Sofia Dorotea di Württemberg            | Federico II Eugenio di Württemberg             |  |  |       |  |  |                             |  |  |                              |  |
|                                       |                                 | Sofia Dorotea di Württemberg            | Federica Dorotea di Brandeburgo-Schwedt        |  |  |       |  |  |                             |  |  |                              |  |
| Guglielmina dei Paesi Bassi           |                                 | Sofia Dorotea di Württemberg            |                                                |  |  |       |  |  |                             |  |  |                              |  |
|                                       | Giorgio II di Waldeck e Pyrmont | Giorgio I di Waldeck e Pyrmont          |                                                |  |  |       |  |  |                             |  |  |                              |  |
|                                       | Giorgio II di Waldeck e Pyrmont | Giorgio I di Waldeck e Pyrmont          |                                                |  |  |       |  |  |                             |  |  |                              |  |
|                                       | Giorgio II di Waldeck e Pyrmont | Augusta di Schwarzburg-Sondershausen    |                                                |  |  |       |  |  |                             |  |  |                              |  |
| Giorgio Vittorio di Waldeck e Pyrmont | Giorgio II di Waldeck e Pyrmont |                                         |                                                |  |  |       |  |  |                             |  |  |                              |  |
|                                       |                                 | Emma di Anhalt-Bernburg-Schaumburg-Hoym | Vittorio II di Anhalt-Bernburg-Schaumburg-Hoym |  |  |       |  |  |                             |  |  |                              |  |
|                                       |                                 | Emma di Anhalt-Bernburg-Schaumburg-Hoym | Vittorio II di Anhalt-Bernburg-Schaumburg-Hoym |  |  |       |  |  |                             |  |  |                              |  |
|                                       |                                 | Emma di Anhalt-Bernburg-Schaumburg-Hoym | Amalia di Nassau-Weilburg                      |  |  |       |  |  |                             |  |  |                              |  |
| Emma di Waldeck e Pyrmont             |                                 | Emma di Anhalt-Bernburg-Schaumburg-Hoym |                                                |  |  |       |  |  |                             |  |  |                              |  |
|                                       |                                 | Guglielmo di Nassau                     | Federico Guglielmo di Nassau-Weilburg          |  |  |       |  |  |                             |  |  |                              |  |
|                                       |                                 | Guglielmo di Nassau                     | Federico Guglielmo di Nassau-Weilburg          |  |  |       |  |  |                             |  |  |                              |  |
|                                       |                                 | Guglielmo di Nassau                     | Luisa Isabella di Kirchberg                    |  |  |       |  |  |                             |  |  |                              |  |
| Elena di Nassau                       |                                 | Guglielmo di Nassau                     |                                                |  |  |       |  |  |                             |  |  |                              |  |
|                                       |                                 | Paolina di Württemberg                  | Paolo Federico di Württemberg                  |  |  |       |  |  |                             |  |  |                              |  |
|                                       |                                 | Paolina di Württemberg                  | Paolo Federico di Württemberg                  |  |  |       |  |  |                             |  |  |                              |  |
|                                       |                                 | Paolina di Württemberg                  | Carlotta di Sassonia-Hildburghausen            |  |  |       |  |  |                             |  |  |                              |  |
|                                       |                                 | Paolina di Württemberg                  |                                                |  |  |       |  |  |                             |  |  |                              |  |